# Tamara Manina
Tamara Ivanovna Manina (in russo Тама́ра Ива́новна Ма́нина?; Petrozavodsk, 16 settembre 1934) è un'ex ginnasta sovietica, dal 1991 russa.

## Palmarès

### Olimpiadi
- 6 medaglie:
  - 2 ori (Melbourne 1956 a squadre; Tokyo 1964 a squadre)
  - 3 argenti (Melbourne 1956 nel volteggio; Melbourne 1956 nella trave; Tokyo 1964 nella trave)
  - 1 bronzo (Melbourne 1956 negli attrezzi a squadre)

### Mondiali
- 8 medaglie:
  - 5 ori (Roma 1954 a squadre; Roma 1954 nel volteggio; Roma 1954 nel corpo libero; Mosca 1958 a squadre; Praga 1962 a squadre)
  - 1 argento (Mosca 1958 nel volteggio)
  - 2 bronzi (Mosca 1958 nell'all-around; Praga 1962 nel volteggio)

### Europei
- 3 medaglie:
  - 2 argenti (Bucarest 1957 nel volteggio; Cracovia 1959 nel corpo libero)
  - 1 bronzo (Bucarest 1957 nella trave)